# Budince
Budince este o comună slovacă, aflată în districtul Michalovce din regiunea Košice. Localitatea se află la altitudinea de 104 m deasupra n.m., se întinde pe o suprafață de 1,96 km2 și în 2017 număra 220 de locuitori.

## Istoric
Localitatea Budince este atestată documentar din 1332.

## Demografie
| An:                | 1994 | 2004    | 2014   | 2024   |
| ------------------ | ---- | ------- | ------ | ------ |
| Număr de persoane: | 182  | 213     | 215    | 233    |
| Diferență:         |      | +17,03% | +0,93% | +8,37% |

| An:                | 2023 | 2024   |
| ------------------ | ---- | ------ |
| Număr de persoane: | 226  | 233    |
| Diferență:         |      | +3,09% |